# Bythiospeum
Bythiospeum là một chi ốc nước ngọt rất nhỏ, động vật thân mềm chân bụng có mài sống trong môi trường nước ngọt trong họ Hydrobiidae.

## Các loài
Các loài thuộc chi Bythiospeum bao gồm:
- Bythiospeum acicula
- Bythiospeum alpinum
- Bythiospeum articense
- Bythiospeum bourguignati
- Bythiospeum bressanum
- Bythiospeum cisterciensorum
- Bythiospeum diaphanum
- Bythiospeum elseri
- Bythiospeum garnieri
- Bythiospeum geyeri
- Bythiospeum noricum
- † Bythiospeum pfeifferi (Clessin, 1890)
- Bythiospeum quenstedti
- Bythiospeum reisalpense
- Bythiospeum sandbergeri
- Bythiospeum tschapecki